# Palazzo Gaifami
Palazzo Gaifami è un edificio storico di Brescia. Situato in via Fratelli Bandiera al civico numero 22, è stato costruito a partire dal XVIII secolo dalla famiglia dei Gaifami nell'estremità nord occidentale del centro storico nord di Brescia, in quella che una volta era la cosiddetta quadra di San Faustino.
Alcune sale ed ambienti dello stesso palazzo sono stati oggetto, attorno al quarto decennio del Settecento, di importanti interventi pittorici da parte di Carlo Innocenzo Carloni e dei quadraturisti Carlo Molinari e Giovanni Zanardi. Ciò rende quella di palazzo Gaifami una delle più importanti imprese decorative a tema profano eseguite dal Carloni in Italia e, nondimeno, anche uno dei più insigni esempi di decorazione pittorica settecentesca presenti a Brescia.

## Storia

### L'ascesa dei Gaifami nel Settecento
La nobile famiglia dei Gaifami, nel corso della prima metà del Settecento, aveva raggiunto una posizione di prestigio tale da richiedere, nel 1742, di entrare a far parte del consiglio generale del patriziato bresciano: infatti la medesima famiglia godeva di buonissimi rapporti con la classe dirigente locale, oltre che di ottime conoscenze in generale e di condizioni economiche piuttosto agiate.
Dato per presupposto questo contesto di consolidamento del potere familiare dei Gaifami, risulta chiara la richiesta fatta da questi ultimi. Tra l'altro, nel momento in cui fu presentata tale domanda, dovettero anche essere prodotte delle prove a sostegno dell'ascendenza bresciana della famiglia per almeno i due secoli precedenti. Questa era una condizione assai difficile alla quale ottemperare, in quanto i richiedenti appartenevano a un ramo della famiglia proveniente da Asola che seppure anch'esso avesse origini bresciane da dove fu scacciato probabilmente durante il XIV secolo, i documenti che testimoniavano tutto ciò erano stati perduti nel tempo. Di conseguenza fu sostituito un nome presente in due documenti riguardanti la genealogia della famiglia: la modifica non fu scoperta e, così facendo, la famiglia poté entrare a far parte del consiglio del patriziato bresciano.

### Una nuova dimora nobiliare
Proprio in occasione dell'ammissione della famiglia Gaifami al consiglio generale fu commissionata la costruzione di un nuovo palazzo nobiliare in città: esso sarebbe sorto in quella che è l'odierna via Fratelli Bandiera, una volta chiamata contrada dei Fiumi. Grazie ad un precario del 10 aprile 1742 si può infatti evincere con sicurezza che, a quella data, fossero già stati avviati i lavori per la loro abitazione in quella contrada; a tal proposito, nel già citato precario viene chiesto dai Gaifami alle autorità comunali una rettifica e sistemazione della strada pubblica, «per la principiata ricostruzione di casa nostra in contrada Fiumi».
È incerto, in ogni caso, chi possa essere stato incaricato di progettare le architetture del palazzo nobiliare: lo studioso Fausto Lechi avanza un'ipotesi e, in tal senso, riconduce la costruzione della dimora alla figura di Ascanio Girelli, sulla base di ripetizioni di schemi architettonici già noti e impiegati a suo tempo da Gaspare Turbini e il Marchetti (come per esempio nel palazzo Lechi di Montirone); sempre a supporto di questa attribuzione, il Lechi aggiunge inoltre che i Girelli all'epoca dei lavori al palazzo erano vicini di casa dei Gaifami, dato che abitavano appunto nei pressi di palazzo Calini ai Fiumi. Altra possibile figura di architetto, segnalata questa volta dallo studioso Paolo Guerrini, è quella di Vincenzo Gaifami, il quale ebbe anche modo, tra l'altro, di dirigere i cantieri del Duomo nuovo di Brescia.

### La fine dei cantieri e gli affreschi delle sale
A partire dalla sicura testimonianza del già citato precario, risalente senza alcun dubbio al 1742, Fausto Lechi afferma che fossero necessari ancora due anni per ultimare il cantiere del palazzo. Dunque, è plausibile affermare che solo a partire dal 1744 in poi gli interni siano stati decorati ed affrescati. A supportare questa datazione cronologica dei cicli decorativi di palazzo Gaifami, tra l'altro, va menzionata l'autobiografia redatta dal medesimo Giovanni Zanardi, quadraturista al lavoro in alcune sale della dimora nobiliare: egli, infatti, menziona la rivalità con l'altro quadraturista allora attivo nello stesso cantiere, ossia Carlo Molinari; viene peraltro testimoniato, in vari passi della già citata autobiografia, che i due artisti fossero chiaramente in conflitto per aggiudicarsi la decorazione dell'ambiente più prestigioso della fabbrica, ossia il grande salone d'onore. Per questa situazione di rivalità, oltre che per la paga non ritenuta adatta, lo Zanardi decise in seguito di abbandonare il cantiere del palazzo; in aggiunta a ciò, si deve anche menzionare l'improvvisa scomparsa del Molinari avvenuta nel 1747, la quale permette di anticipare l'esecuzione degli affreschi di palazzo Gaifami a prima del 1750, come evidenziato peraltro da studi compiuti da Fiorella Frisoni.

### Il palazzo tra XIX e XX secolo
L'edificio nobiliare, una volta morto Vincenzo Gaifami nel 1796, fu venduto in quanto la famiglia si era effettivamente estinta con la morte di quest'ultimo. Per il secolo e mezzo successivo, nondimeno, il palazzo passò in mano a diversi proprietari, tra cui la famiglia Bailo e quella camuna dei Beccaguti. Dal 1941 è invece diventato proprietà stabile della Croce Bianca di Brescia, fungendone da sede principale.

## Descrizione

### Architetture e planimetria
La facciata del palazzo presenta uno schema compositivo fortemente ispirato ad altri palazzi cittadini e del territorio bresciano, quali palazzo Uggeri alla Pace e palazzo Lechi, a loro volta vicini ai modelli di palazzo Martinengo Palatini e palazzo Avogadro. In generale, comunque, le soluzioni architettoniche della facciata di palazzo Gaifami sono piuttosto sobrie e contenute rispetto agli esempi riportati: il fronte è diviso in tre distinti ordini da grosse ed imponenti lesene in pietra e stucco, le quali salgono dal basso sino alla sommità della facciata; altre due lesene si ripetono poi alle estremità della facciata, in modo da incorniciarne la struttura. Tutte le lesene, infine, recano a coronamento un capitello corinzio composito con triglifi ed ovoli. Il portale d'accesso alla struttura è invece costituito da due monumentali colonne poggianti su alti basamenti e culminanti anch'esse in dei capitelli corinzi. Ai lati del portale vi sono inoltre due ampie finestre, collegate a loro volta a quelle del piano superiore. Infine il balcone a balaustra, che è sorretto dalle medesime colonne del portale, è collegato con i vicini e più piccoli balconi delle finestre laterali.
Le finestre del pianterreno, invece, sono incorniciate da una semplice riquadratura; quelle del primo piano, a livello con le già citate finestre del balcone, sono sormontate da frontoni ora semicircolare ora triangolare, alternati l'uno con l'altro. Il livello ulteriore della facciata, che si spinge verso l'alto dalla sezione centrale, si eleva isolato con le sue tre finestre.
Entrati dal portale del palazzo, si accede all'atrio, anch'esso caratterizzato da architetture piuttosto sobrie e composte. Esso si apre verso il cortile con tre campate inframezzate da due semplici colonne. Nella stessa facciata interna, rivolta verso il medesimo cortile e gli spalti delle antiche mura cittadine, non vi sono elementi architettonici degni di menzione, se non un balcone in ferro sorretto da mensoloni.

### Ambienti interni e decorazioni pittoriche
La testimonianza fornita da Giovan Battista Carboni nella sua opera Le pitture e le sculture di Brescia che sono esposte al pubblico con un'appendice di alcune private gallerie, risalente al 1760, permette di avere un chiaro quadro circa gli ambienti del palazzo e le rispettive decorazioni di questi ultimi, fornendo altresì delucidazioni circa gli artisti a cui attribuire le medesime opere. Le stanze in cui sono stati eseguiti i cicli pittorici in questione sono in totale sette, ascrivibile sia ai due quadraturisti Molinari e Zanardi, sia, ovviamente all'operato di Carlo Innocenzo Carloni. Gli ambienti più significativi sono:

#### Lo scalone d'onore
Il primo ambiente oggetto di analisi è lo scalone d'onore, il quale presenta una volta affrescata dal Carloni; il soffitto è inquadrato in una cornice realizzata in bianco ed oro, che racchiude Le tre Arti Liberali mentre vengono guidate verso la Fama dalla Magnificenza. L'opera stessa viene descritta anche da Giovan Battista Carboni nella sua guida settecentesca, dunque non molti anni dopo la sua realizzazione:
(Giovanni Battista Carboni, Le pitture e le sculture di Brescia che sono esposte al pubblico con un'appendice di alcune private gallerie, 1760, p. 148.)
Questa stessa scena è inscritta in un rettangolo allungato, a sinistra del quale si trova un ulteriore gruppo di personaggi già descritto dal Carloni: si tratta di Marte che, addormentato, viene disarmato e spogliato dell'armatura da Venere e alcuni putti alati. Studi dedicati alla figura di Carlo Innocenzo Carloni hanno evidenziato, tra l'altro, l'elevata somiglianza tra questa opera e quella presente sulla volta dello scalone del castello di Brühl, vicino a Colonia, entrambe poste in senso contrario rispetto all'immagine principale. Quest'ultima, infatti, è raffigurata a destra nel verso opposto, che vede la presenza, accanto alla personificazione della Fama, delle tre principali arti: la Pittura, l'Architettura e la Scultura, quest'ultima nell'atto di scolpire il busto di Vincenzo Gaifami. Accanto a queste figure troneggia la personificazione stessa della Magnificenza, la quale è affiancata da Minerva e poggia la mano su un medaglione, nel quale, a sua volta, è inscritto il progetto del pianterreno dell'edificio. Più in alto rispetto a queste due figure, poi, è rappresentato Giove nell'atto di incoronarle, affiancato da Mercurio. Lo scalone e il suo apparato decorativo, infine, sono stati restaurati nel corso del 1990 da Romeo Seccamani, valorizzando i colori e l'apparato pittorico del ciclo decorativo.

#### Il grande salone
Il soffitto del vasto salone presenta il cosiddetto tema iconografico de Il Merito che va al tempio della Virtù; il già citato Giovanni Battista Carboni, nella sua guida settecentesca, descrive il salone con le seguenti parole:
(Giovanni Battista Carboni, ibidem.)
In questa specifica opera, tra le pregevoli quinte architettoniche ideate da Carlo Molinari, svetta centralmente la figura di un vegliardo con lancia, personificazione del Merito, nell'atto di essere incoronato: egli, rivolgendosi verso un tempio a pianta centrale, è accolto da angeli festanti e dalla stessa Virtù, dotata di un'asta e una corona dorata tra le mani. Intorno a queste figure sono disposti poi altri putti alati, i quali recano una clava e uno specchio, simboli della Fortezza e della Verità; una figura femminile, invece, reca tra le mani una coppa a sua volta simbolo della Sapienza. L'allegoria della Fama, in questo insieme, sembra supportare l'ascesa del Merito ed impugna una tromba, quasi a volerlo incitare ulteriormente; vicino a queste figure, invece, compare la figura di Minerva atta a ripararsi, dietro il suo scudo, dall'attacco dei Vizi, incatenati e posti più in basso. A sinistra del Merito sono raffigurati due putti che reggono una bandiera ed una corona d'alloro: al di sotto, invece, compare un elmo poggiato sopra ad un libro aperto; alla sinistra di questo gruppo di figure, invece, compare una figura alata che regge un cesto ricolmo di fiori. Spostandosi invece a destra della scena descritta si incontra un gruppo di figure destato da un putto che tira un telo verso di loro; una figura alata, infine, invita la schiera ad ammirare quanto sta accadendo.